# Aube (riu)
|  | Per a altres significats, vegeu «Aube (desambiguació)». |

L'Aube és un riu de França, afluent del Sena per la dreta. Neix al departament de l'Alt Marne, prop de Praslay i desemboca al Sena després de 248 km i travessar els departaments d'Alt Marne, Côte-d'Or, Aube i Marne. Desemboca prop de Marcilly-sur-Seine.
Les crescudes de l'Aube són regulades pel llac Amance i el llac de Temple mitjançant un canal d'alimentació que surt més avall de Trannes, a l'embassament de Beaulieu. Aquests llacs també tenen la funció de regular el riu durant el període d'estiatg.
El primer esment escrit en llatí Albis data del segle vii. Conté l'arrell precèltic * alb, * arv que es troba en molts nom de rius. Podria ser etimològicament parent també am l'Elba, en el sentit d'«aigua blanca». El riu dona nom al departament de l'Aube.

## Principals municipis que travessa l'Aube
- Alt Marne. Auberive, Laferté-sur-Aube
- Côte-d'Or. Montigny-sur-Aube
- Aube. Bar-sur-Aube, Brienne-le-Château, Ramerupt, Arcis-sur-Aube
- Marne. Anglure

## Principals afluents
- l'Aubette
- l'Aujon
- el Landon
- el Voire
- el Ravet
- el Meldançon
- el Puits
- l'Huitrelle
- l'Herbissonne
- el Barbuise
- el Salon
- el Superbe